# Celtas

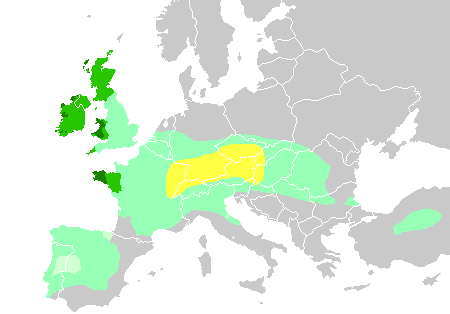
Distribuição diacrônica dos povos celtas:
núcleo do território Hallstatt, por volta do século VI a.C.
expansão máxima dos celtas, por volta do século III a.C.
área lusitana da Península Ibérica onde a presença dos celtas é incerta
as "seis nações célticas" que mantiveram um número significativo de falantes celtas na Idade Moderna
áreas onde as línguas celtas continuam a ser faladas hoje

Celtas é a designação dada a um conjunto de povos (um etnónimo), organizados em múltiplas tribos e pertencentes à família linguística indo-europeia que se espalhou pela maior parte do Oeste da Europa a partir do II milénio a.C.. A primeira referência literária aos celtas (em grego: Κελτοί; romaniz.: Keltoí) foi feita pelo historiador grego Hecateu de Mileto no século VI a.C. Boa parte da população da Europa Ocidental pertencia às etnias celtas até à conquista daqueles territórios pelo Império Romano; organizavam-se em tribos, que ocupavam o território desde a Península Ibérica até à Anatólia. A maioria dos povos celtas foi conquistada, e mais tarde integrada pelos Romanos, embora o modo de vida celta tenha, sob muitas formas e com muitas alterações resultantes da aculturação devida aos invasores e à posterior cristianização, sobrevivido em grande parte do território por eles ocupado.
Existiam diversos grupos celtas compostos de várias tribos, entre eles os bretões, os gauleses, os escotos, os eburões, os belgas, os gálatas, os trinovantes e os caledónios. Muitos destes grupos deram origem ao nome das províncias romanas na Europa, as quais mais tarde baptizaram alguns dos estados-nações medievais e modernos da Europa. Os celtas são considerados os introdutores da metalurgia do ferro na Europa, dando origem naquele continente à Idade do Ferro (culturas de Hallstatt e La Tène), bem como das calças na indumentária masculina (embora essas sejam provavelmente originárias das estepes asiáticas). Tal como consta que traziam com eles um pequeno cavalo muito parecido com o português garrano, que nessa língua quer dizer "cavalo pequeno".
Outras regiões europeias que também se identificam com a cultura celta são o País de Gales, uma entidade subnacional do Reino Unido, a Cornualha (Reino Unido), Escócia (Reino Unido), Irlanda, a Gália (França, e Norte da Itália), o Norte de Portugal e a Galiza (Noroeste da Espanha). Nestas regiões os traços linguísticos celtas sobrevivem nos topónimos, em algumas formas linguísticas, no folclore e tradições. A influência cultural celta, que jamais desapareceu, tem mesmo experimentado um ciclo de expansão em sua antiga zona de influência, com o aparecimento de música de inspiração celta e no reviver de muitos usos e costumes conhecidos atualmente como celtismo.

## Nomes e terminologia

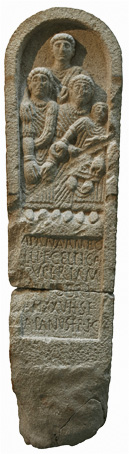
Estela funerária galaica: Apana · Ambo/lli · f(ilia) · Celtica /Supertam(arica) · / [j] Miobri · /an(norum) · XXV · h(ic) · s(ita) · e(st) · /Apanus · fr(ater) · f(aciendum)· c(uravit) ·

Na Antiguidade os celtas foram conhecidos por três designações diferentes, pelos autores greco-romanos: celtas (em latim: Celtae; Κελτοί); gálatas (em latim: galatae; em grego clássico: Γαλάται; romaniz.: Galátai); e galos ou gauleses (em latim: gallai, galli; em grego clássico: Γάλλοί; romaniz.: Galloí). Os romanos se referiam apenas aos celtas continentais como celtae; os povos da Irlanda e das ilhas Britânicas, nunca foram designados por celtas, nem pelos romanos nem por si próprios,
eram chamados hibérnios (Hiberni) e bretões (Britanni), respectivamente, e só começaram a ser chamados celtas no século XVI. No De Bello Gallico, Júlio César comentou que o nome "celta" era a maneira pela qual os gauleses se chamavam a si próprios na "língua celta" (lingua Celtae). Pausânias comentou ainda que os gauleses não só se chamavam a si mesmos celtas como era também por este nome que os outros povos os conheciam. A atestar este facto temos evidência na epigrafia funerária na qual se confirma que havia povos chamados celtas que se identificavam como tal, nomeadamente os Supertamarici. Plínio, o Velho, registou que os habitantes de Miróbriga usavam o sobrenome de Céltico: "Mirobrigenses qui Celtici cognominantur". No santuário de Miróbriga um habitante deixa gravado a sua origem celta:
| “ | D(IS) M(ANIBUS) S(ACRUM) / C(AIUS) PORCIUS SEVE/RUS MIROBRIGEN(SIS) / CELT(ICUS) ANN(ORUM) LX / H(IC) S(ITUS) E(ST) S(IT) T(IBI) T(ERRA) L(EVIS | ” |

A raiz do termo "celta" aparece como elemento dos nomes próprios nativos da Gália, Celtillos, e da Península Ibérica, Celtio, Celtus, Celticus; nos nomes tribais, célticos, celtiberos; e nos topónimos Celti, Céltica, Céltigos e Celtibéria.
Existem duas principais definições do termo celta, uma dada pelos autores da Antiguidade e uma definição moderna, criada por autores contemporâneos. A
definição moderna do termo celta tem significados diferentes em contextos diferentes; linguistas, antropólogos, arqueólogos, historiadores, folcloristas todos o usam de forma diferente revelando discrepâncias entre os diferentes conceitos. A validade de empregar o termo celta, para além da definição dada pelos autores greco-romanos da Antiguidade, é polémica e já era contestada por autores do século XIX.
Segundo os linguistas, são celtas os povos que falaram ou falam uma língua celta, e, por associação, são celtas as terras onde eles vivem. Segundo esta teoria, os povos celtas que deixaram de falar uma língua celta também deixaram de ser designados de celtas.
Em arqueologia determinou-se chamar celtas aos povos que partilham uma cultura material e um estilo de arte específico. Associam-se as culturas de Hallstatt e La Tène às culturas celtas e proto-celtas. Definem-se como celtas os povos das áreas da Europa continental, da Irlanda e das Ilhas Britânicas que partilharam estas culturas.

## A localização dos Celtas segundo os autores da Antiguidade

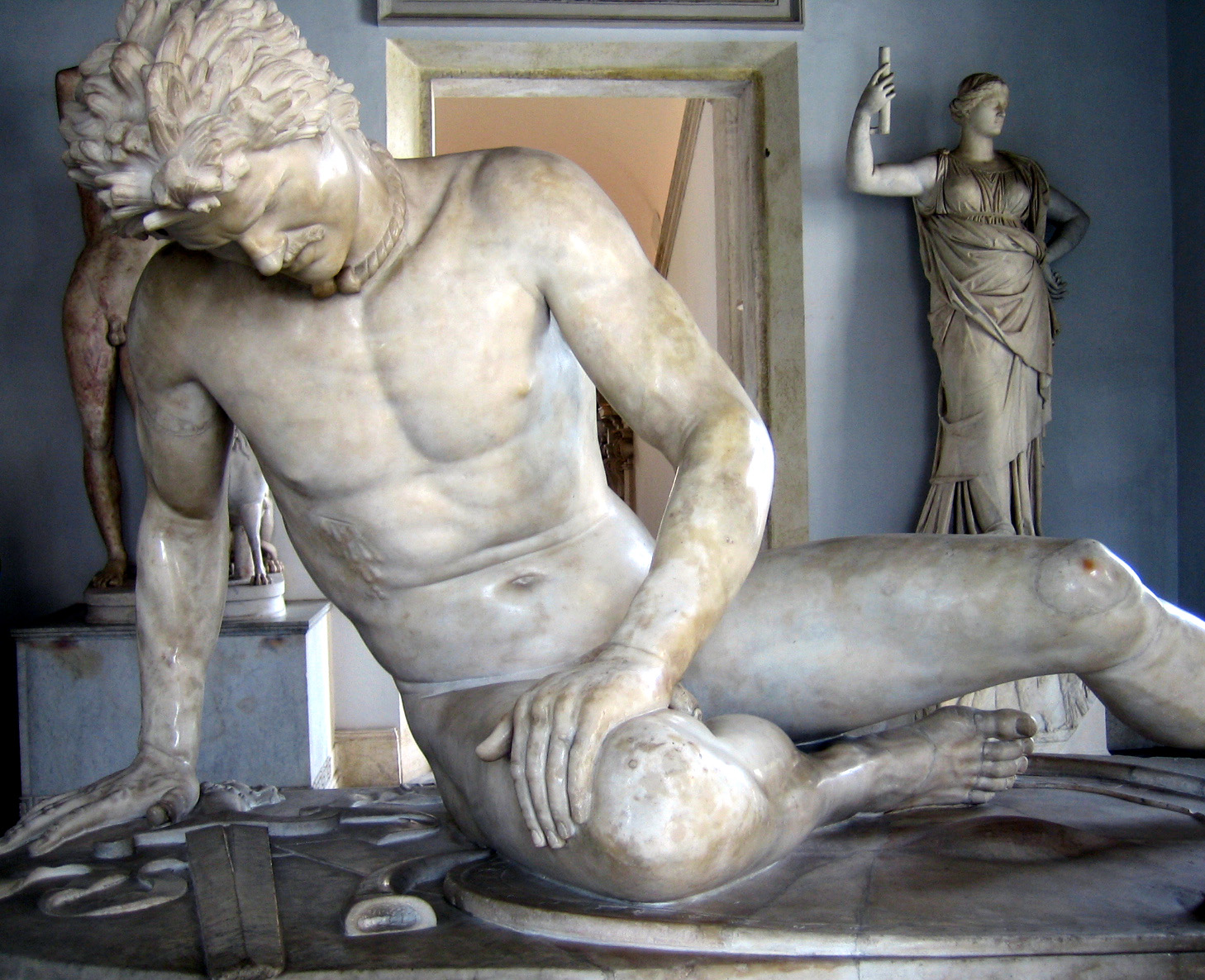
O gaulês moribundo, cópia romana em mármore de uma escultura helenística do século III a.C., famosa representação de um celta. Museus Capitolinos, Roma

O mais antigo documento, que nos dá notícia de celtas, é um roteiro fenício do século VI a.C., utilizado por Avieno na sua Ora marítima. Neste roteiro, que compreende a viagem entre a ilha de Tartesso, na foz do Bætis, e as ilhas britânicas, são mencionados os povos que ocupavam então o sudoeste e poente da Espanha, a Inglaterra e a Irlanda. No sul da Inglaterra conhece o nosso documento uns lígures, que haviam primitivamente habitado nas regiões geladas da Ursa, sendo daí expulsos pelos celtas, depois de tentarem debalde resistir aos invasores. A invasão céltica tinha sido feita por mar, pois que, já refugiados na Inglaterra, os lígures viveram muito tempo embrenhados pelos montes, sem ousar chegar-se à praia, “porque o seu antigo desastre os fazia olhar o mar com susto”. Receavam portanto uma nova invasão marítima, que desta vez só lhes podia vir da Morínia. A antiga pátria dos lígures, nas regiões geladas da Ursa, e numa posição sujeita a uma agressão por mar, não pode ser colocada senão nas margens do Báltico, em frente da Escandinávia, sendo da Escandinávia — a vagina nationum, de Jornandes — que, segundo este velho documento descem os emigrantes célticos, que fazem a sua aparição no mundo conhecido dos antigos.
- século VI a.C.

Os celtas são referidos pela primeira vez na literatura grega por Hecateu de Mileto. Da sua obra sobrevivem fragmentos muito curtos sobre os celtas: escreve que o país celta fica perto de Messália, uma colónia de comerciantes gregos e refere-se a Narbona como cidade de comércio celta e a Nirax como cidade celta.
| “ | Massália: cidade da Ligúria perto do país celta, uma colónia dos foceus. Narbona: centro de comércio e cidade dos celtas. Nírax: cidade celta. | ” |

- século V a.C.[32]

Segundo Heródoto, a localização dos celtas era para além dos Pilares de Hércules e vizinha dos Cônios.
| “ | Os Celtas vivem para além dos Pilares de Hércules, sendo vizinhos dos cinésios e são a mais ocidental de todas as nações que habitam a Europa". | ” |

| “ | O rio Ister nasce na terra dos celtas na cidade de Pyrene e percorre o centro da Europa. Os celtas vivem além das colunas de Hércules, sendo vizinhos do cinésios e são a mais ocidental de todas as nações que habitam a Europa. E assim, se estendem por toda a Europa até às fronteiras da Cítia. | ” |

- século III a.C.

Eratóstenes situava os celtas na parte ocidental da Europa, segundo o comentário de Estrabão.
| “ | Eratóstenes diz que até Gades, o exterior (SC. da Ibéria) é habitado pelos gálatas; e se a parte ocidental da Europa é ocupada por eles, esqueceu-se deles na sua descrição da Ibéria, nunca faz menção aos gálatas. | ” |

- século I a.C.

Diodoro refere a diferença das denominações dada aos celtas por romanos e gregos.
| “ | E agora, será útil fazer uma distinção que é desconhecida de muitos: Os povos que habitam no interior, acima de Massalia, os das encostas dos Alpes, e os deste lado das montanhas dos Pirenéus são chamados celtas, ao passo que os povos que estão estabelecidos acima desta terra Céltica, nas partes que se estendem para o norte, ambas ao longo do oceano e ao longo da Montanha Hercinia, e todos os povos que vêm depois destas, tão longe como Cítia, são conhecidos como gauleses, os romanos, no entanto, incluem todas estas nações juntando-as debaixo de um único nome, chamando-as a uma, e a todos gauleses. | ” |

Sobre a terra dos Celtas
A primeira referência à terra dos celtas, Céltica, é provavelmente do geógrafo Timageto.
| “ | [...] o Fásis [e o Istro] procedem dos montes Ripeos, que são da terra céltica, e logo vão desaguar numa lagoa dos celtas | ” |

Estrabão indica a informação que Éforo possuía sobre a terra dos celtas.
| “ | Ephorus, em seus relatos, faz Céltica tão excessiva em seu tamanho, que ele atribui às regiões da Céltica a maioria das regiões, tão longe quanto Gades, no que hoje chamamos Península Ibérica". | ” |

## Demografia
As origens dos povos celtas são motivo de controvérsia, especulando-se que entre 1900 e 1500 a.C. tenham surgido da fusão de descendentes dos agricultores danubianos neolíticos e de povos de pastores oriundos das estepes. Esta incerteza deriva da complexidade e diversidade dos povos celtas, que além de englobarem grupos distintos, parecem ser a resultante da fusão sucessiva de culturas e etnias. Na Península Ibérica, por exemplo, parte da população celta se misturou aos iberos, o que resultou no surgimento dos celtiberos.
Todavia, estudos genéticos realizados em 2004 por Daniel Bradley, do Trinity College de Dublin, demonstraram que os laços genéticos entre os habitantes de áreas célticas como Gales, Escócia, Irlanda, Bretanha e Cornualha são muito fortes e trouxeram uma novidade: a de que, de entre todos os demais povos da Europa, os traços genéticos mais próximos destes eram encontrados na Península Ibérica.
Daniel Bradley explicou que a sua equipa propunha uma origem muito mais antiga para as comunidades da costa do Atlântico: há pelo menos 6000 anos ou até antes disso. Os grupos migratórios que deram origem aos povos celtas do Noroeste europeu teriam saído da costa atlântica da Península Ibérica nos finais da última Idade do Gelo e ocupada as terras recém-libertadas da cobertura glacial no Noroeste europeu, expandindo-se depois para as áreas continentais mais distantes do mar.
O geneticista Bryan Sykes confirma esta teoria no seu livro Blood of the Isles (2006), a partir de um estudo efectuado em 2006 pela equipa de geneticistas da Universidade de Oxford. O estudo analisou amostras de ADN recolhidas de 10 000 voluntários do Reino Unido e Irlanda, permitindo concluir que os celtas que habitaram estas terras, — escoceses, galeses e irlandeses —, eram descendentes dos celtas da Península Ibérica que migraram para as ilhas Britânicas e Irlanda entre 4000 e 5000 a.C.
Outro geneticista da Universidade de Oxford, Stephen Oppenheimer, corrobora esta teoria no seu livro "The Origins of the British" (2006). Estes estudos levaram também à conclusão de que os primitivos celtas tiveram a sua origem não na Europa Central, mas entre os povos que se refugiaram na Península Ibérica durante a última Idade do Gelo.
Estudos da Universidade do País de Gales defendem que as inscrições encontradas em estelas no sudoeste da Península Ibérica demonstram que os celtas do País de Gales vieram do sul de Portugal e do sudoeste de Espanha.

## História

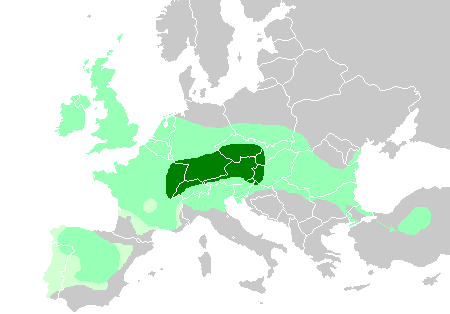
Distribuição dos celtas na Europa

### As origens

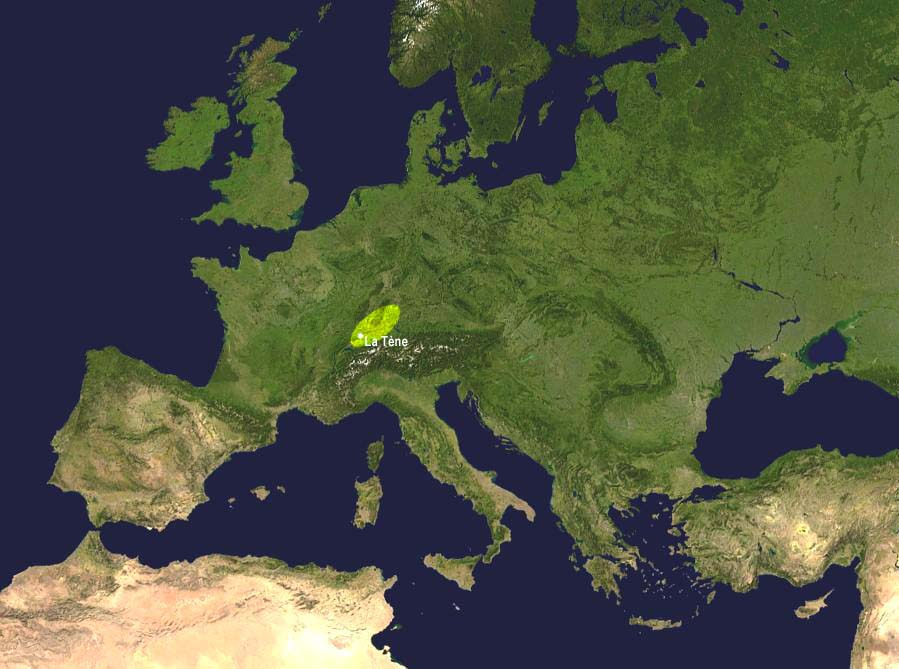
A área original da cultura La Tène no século V aC, comumente considerada o berço do povo Celta.

Arqueólogos e linguistas concordam, por uma grande maioria, em identificar os celtas com os povos que trouxeram a cultura La Tène, que se desenvolveu durante a Idade do Ferro a partir da anterior Cultura de Hallstatt. Esta identificação permite-nos identificar a pátria original dos celtas numa área entre o alto Reno (de Renos, palavra de origem celta cujo significado é "maré") e as fontes do Danúbio (do celta Danuvius, cujo significado é "fluxo rápido"), entre o atual sul da Alemanha, leste da França e norte da Suíça: aqui os Protoceltas são consolidados como um povo, com a sua própria língua , evolução linear de um vasto continuum de povos indo-europeus estendido pela Europa Central desde o início do III milénio a.C.
Alguns estudiosos levantaram a hipótese de que os primeiros celtas colonizaram as Ilhas Britânicas já no período Calcolítico (Cultura do Vaso Campaniforme).
Na área de La Tène tem havido continuidade na evolução cultural desde os tempos da Cultura dos campos de urnas (a partir do Século VIII a.C.). No início do século VIII a.C. estabeleceu-se a cultura de Hallstatt, a civilização proto-céltica que já apresentava as primeiras características culturais que mais tarde se tornariam típicas da cultura celta clássica. O nome deriva de um importante sítio arqueológico austríaco a cerca de cinquenta quilómetros de Salzburgo. A Cultura de Hallstatt, com base agrícola, mas dominada por uma classe guerreira, fazia parte de uma rede comercial bastante grande envolvendo Gregos, Citas e Etruscos. É a partir desta civilização do centro-oeste da Europa que, por volta do século V a.C., a própria cultura celta se desenvolveu de forma ineterrupta: na terminologia arqueológica, a Cultura La Tène.

### Expansão para a Europa
A identificação dos celtas com a cultura Hallstatt-La Tène permite, com base em achados arqueológicos, traçar um retrato do seu processo de expansão a partir da estreita área do centro-oeste da Europa em que se cristalizaram como povo. A penetração na Península Ibérica e ao longo das costas atlânticas da actual França remonta, portanto, ao VIII-século VII a.C., ainda na era Hallstattiana. Mais tarde, quando já haviam desenvolvido a Cultura La Tène, chegaram ao Canal da Mancha, à foz do Reno, onde hoje é o noroeste da Alemanha e as Ilhas Britânicas; posteriormente ocorreu a expansão para as atuais Boêmia, Hungria e Áustria. Contemporâneos destes últimos movimentos foram os assentamentos, já registados por fontes históricas, no norte da Itália e, em parte da Itália central (início do século IV a.C.) e na Península Balcânica. No século III o grupo dos Gálatas passou da Trácia para a Anatólia, onde se estabeleceram definitivamente. O avanço foi favorecido principalmente pela superioridade técnica das armas possuídas pela belicosa aristocracia guerreira, que orientou esses povos durante as suas migrações.

### Teoria centro-europeia
A área verde na imagem sugere a possível extensão da área (proto-)céltica por volta de 1000 a.C. A área laranja indica a região de nascimento da cultura de La Tène e a área vermelha indica a possível região sob influência céltica por volta de 400 a.C. Vestígios associados à cultura celta remontam a pelo menos 800 a.C., no Sul da Alemanha e no Oeste dos Alpes. Todavia, é muito provável que o grupo étnico celta já estivesse presente na Europa Central há centenas ou milhares de anos antes desse período.
Durante a primeira fase da Idade do Ferro céltica (do século VIII ao V a.C.), as sepulturas encontradas pelos arqueólogos indicam o surgimento de uma nova aristocracia e de uma crescente estratificação social. Essa estratificação aprofundou-se a partir do século VI a.C., quando grupos do Norte da Europa e da região oeste dos Alpes entraram em contato comercial com as colónias gregas fundadas no Mediterrâneo Ocidental.
O intercâmbio com os gregos, que chamavam aos celtas indistintamente keltoi, é evidenciado pelas finas peças de cerâmica gregas encontradas nos túmulos. É igualmente provável que os gregos tenham adoptado o costume de armazenar o vinho em vasos de cerâmica após os contactos com os celtas, que já os utilizavam como forma de armazenamento de provisões.

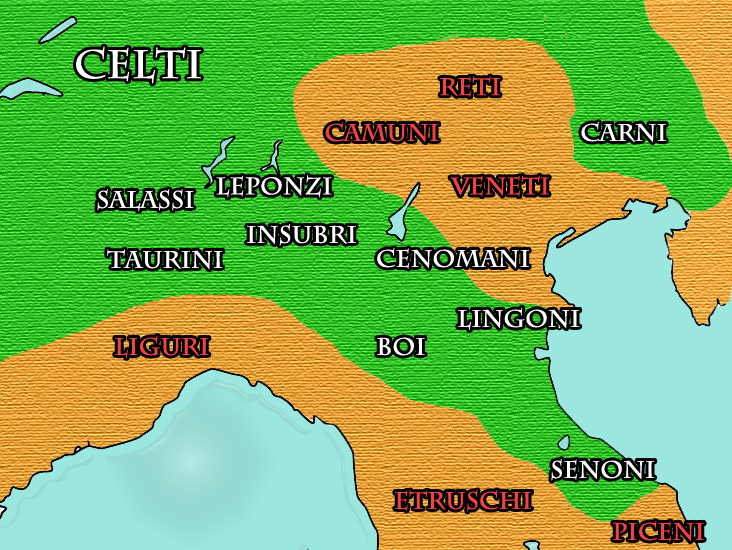
Gália Cisalpina 391-

Os objectos inumados das sepulturas comprovam que o comércio dos celtas se estendia a regiões ainda mais afastadas, tendo sido encontradas peças de bronze de origem etrusca e tecidos de seda seguramente oriundos da China.
A partir do século V a.C., verifica-se um deslocamento dos centros urbanos celtas, até então localizados ao longo dos rios Ródano, Saona e Danúbio, evento associado a segunda fase da Idade do Ferro europeia e ao desenvolvimento artístico da cultura La Tène. As sepulturas deste período apresentam armas e carros de combate, embora sejam menos ricas do que as do período pacífico anterior, provavelmente, reflexo da sua fase de maior expansão, quando invadiram o Sul da Europa após 400 a.C..
Em 390 a.C. os celtas invadiram a parte central da Itália e saquearam Roma. Por volta de 279 a.C., invadiram a região da Grécia antiga e pilharam Delfos. As hostes celtas conquistaram territórios na Ásia Menor, nos Bálcãs e no norte da Itália, o contingente mais numeroso de celtas era o dos gauleses.
A partir do século II a.C., os celtas começam a perder território para os povos de língua germânica, e os romanos, pouco a pouco, conseguem dominá-los, o que consolidam a partir de 192 a.C., quando anexam a Gália Cisalpina ao Império Romano.
Os golpes finais na dominância celta ocorrem no século I a.C., quando Júlio César conquista a Gália, e no século I d.C., quando o imperador Cláudio domina a Bretanha. Somente a Irlanda e o norte da Escócia, onde viviam os escotos, permaneceram fora da zona de influência directa do Império Romano.

### Críticas
Críticos afirmam que não há qualquer evidência linguística, arqueológica ou genética que comprove que as regiões onde se originaram as culturas Hallstatt ou La Tène sejam o local de origem dos povos celtas. Indicam que este conceito deriva de um erro feito pelo historiador Heródoto há 2500 anos, num comentário sobre os celtas, onde os localizava na nascente do rio Danúbio, a qual ele julgava ser perto dos Pirenéus.
Este erro foi depois mais tarde, em fins do século XIX, aproveitado pelo historiador francês Marie Henri d'Arbois de Jubainville para basear a sua teoria de que Heródoto queria dizer que a terra original dos celtas era no sul da Alemanha.

### Teoria da idade do bronze atlântica
Segundo esta teoria, os celtas teriam origem no norte e ocidente da Península Ibérica. Baseia-se na evidência histórica, de que Heródoto localizava os celtas na Ibéria e dizia que eram vizinhos dos cónios localizados na atual região do Algarve; na hipótese da língua tartéssia ser uma língua celta, o que indicaria que as línguas celtas se teriam originado na zona atlântica durante a Idade do Bronze; e em evidências genéticas.

## Língua e cultura

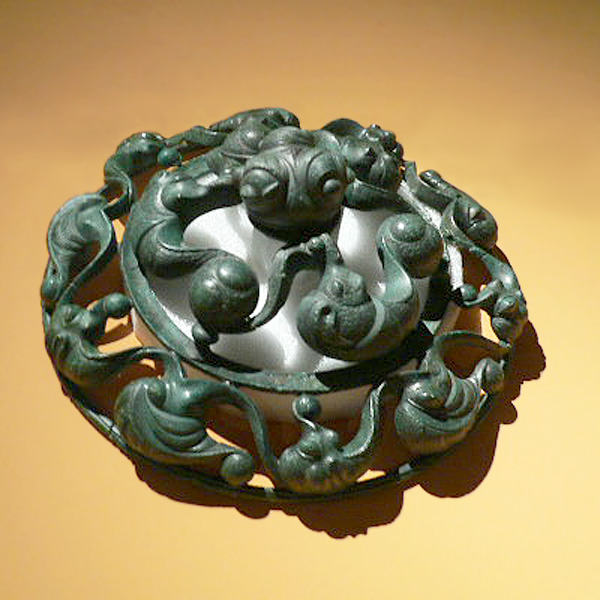
Ornamento celta da Idade do Ferro (Museu Nacional da Antiguidade, Saint-Germain-en-Laye, França)

### Língua
As línguas célticas derivam de dois ramos indo-europeus do grupo denominado centum: o celta-Q (goidélico), mais antigo, do qual derivam o irlandês, o gaélico da Escócia e a língua manx da Ilha de Man, e o celta-P (galo-britânico), falado pelos gauleses e pelos habitantes da Bretanha, cujos descendentes modernos são o galês (do País de Gales) e o bretão (na Bretanha). Os registos mais antigos escritos numa língua celta datam do século VI a.C..
As informações actualmente disponíveis sobre os celtas foram obtidas principalmente através do testemunho dos autores greco-romanos. Isto não permite traçar um quadro completo e imparcial do que foi a realidade quotidiana desses povos.
O chamado "alfabeto das árvores" ou Ogham surgiu apenas por volta de 400.
Edward Lhuyd identificou em 1707 uma família de línguas ao notar a semelhança entre o irlandês, o bretão, o córnico e o galês e a extinta língua gaulesa, as quais classificou como línguas celtas. Lhuyd justificou o uso da expressão pelo fato de estas pertencerem à mesma família linguística do gaulês e a língua gaulesa e a maioria das tribos gaulesas terem sido chamadas de celtas.
Fontes clássicas e arqueológicas atestam que os celtas faziam uso limitado da escrita. Júlio César, no De Bello Gallico, comentou que os helvécios usavam o alfabeto grego para registar o censo da população e que os druidas se recusavam a registar por escrito os versos, mas que faziam uso do alfabeto grego para as transacções públicas e pessoais. Diodoro disse que nos funerais os gauleses escreviam cartas aos amigos, e atiravam-nas para a pira funerária, como se elas pudessem ser lidas pelos defuntos. Já Ulpiano determina que os fidei comunis podiam ser escritos em gaulês, entre outras línguas, o que gerou especulações de que no século III esta língua ainda seria escrita e falada.
O alfabeto ibérico foi usado para registar o celtibéro, uma língua celta da Península Ibérica. O alfabeto de Lugano e Sondrio foi usado na Gália Cisalpina e o alfabeto grego na Gália Transalpina. Variações do alfabeto latino foram usadas na Península Ibérica e na Gália Transalpina. Estudos colocam a hipótese de haver uma relação entre as inscrições de Glozel e um dialecto celta.

### Arte
As manifestações artísticas celtas possuem marcante originalidade, embora denotem influências asiáticas e das civilizações do Mediterrâneo (grega, etrusca e romana). Há uma nítida tendência abstrata na decoração de peças, com figuras em espiral, volutas e desenhos geométricos. Entre os objectos inumados, destacam-se peças ricamente adornadas em bronze, prata e ouro, com incisões, relevos e motivos entalhados. A influência da arte celta está ainda presente nas iluminuras medievais irlandesas e em muitas manifestações do folclore do noroeste europeu, na música e arquitectura de boa parte da Europa ocidental. Também muitos dos contos e mitos populares do ocidente europeu têm origem na cultura dos celtas.
Alguns estereótipos modernos e contemporâneos foram associados à cultura dos celtas, como imagens de guerreiros usando capacetes com chifres e ou asas laterais (vide Astérix), comemorações de festas com taças feitas de crânios dos inimigos, entre outros. Essas imagens são devidas em parte ao conhecimento divulgado sobre os celtas durante o século XIX.
Diógenes Laércio, na sua obra Vidas e doutrinas dos filósofos ilustres, comenta que a origem do estudo da filosofia era atribuída aos celtas, (entre outros povos considerados bárbaros). O conhecimento da filosofia era atribuído aos druidas e aos semnóteos (semnothei).
Massália era um conhecido centro de aprendizagem onde os celtas iam aprender a cultura grega, a ler e a escrever.
Entre os eruditos da antiguidade de origem celta ou oriundos das regiões celtas são conhecidos Gneu Pompeu Trogo, Marcelo Empírico, Públio Valério Catão, Marco Antônio Gnífon, Cornélio Galo, Rutílio Cláudio Namaciano, Virgílio, Víbio Galo Tito Lívio Cornélio Nepos e Sidônio Apolinário.

## Organização social

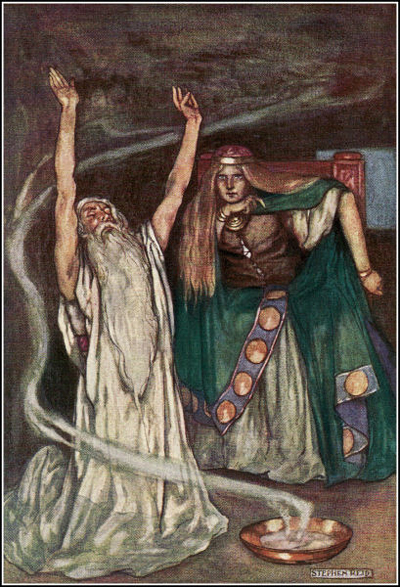
A rainha Maeve e um druida (ilustração de Stephen Reid para The Boys' Cuchulainn de Eleanor Hull, 1904)

A unidade básica da sua organização social era o clã, composto por famílias aparentadas que partilhavam um núcleo de terras agrícolas, mas que mantinham a posse individual do gado que apascentavam.
Com base em estudos efectuados na Irlanda, determinou-se que a sua organização política era dividida em três classes: o rei e os nobres, os homens livres e os servos, artesãos, refugiados e escravos. Este último grupo não possuía direitos políticos. A esta estrutura secular, agregavam-se os sacerdotes (druidas), bardos e ovados, todos com grande influência sobre a sociedade.
Mais recentemente foram apresentadas novas perspectivas sobre a celtização do Noroeste de Portugal e a identidade étnica dos galaicos brácaros . No país, os povoados castrejos do tipo citaniense apresentavam características similares às dos povoados celtas. A citânia de Briteiros é exemplo de um povoado com características celtas, sendo, porém, necessário tomar esta designação no seu sentido lato: isto é — seria o local de habitação das numerosas tribos celtizadas (celtici). Tongóbriga é um sítio arqueológico situado na freguesia de Freixo, também antigo povoado dos galaicos brácaros.

### Religião
Os celtas exaltavam as forças telúricas expressas nos ritos propiciatórios. A natureza era a expressão máxima da Deusa-Mãe. A divindade máxima era feminina, a Deusa-Mãe, cuja manifestação era a própria natureza e por isso a sociedade celta, embora não fosse matriarcal, mesmo assim a mulher era soberana no domínio das forças da natureza. A religião celta era politeísta com características animistas, sendo os ritos quase sempre realizados ao ar livre. Suspeita-se que algumas das suas cerimônias envolviam sacrifícios humanos. O calendário anual possuía várias festas místicas, como o Imbolc e o Belthane, assim como celebrações dos equinócios e solstícios.
Embora se saiba que os celtas adoravam um grande número de divindades, do seu culto hoje pouco se conhece para além de alguns dos nomes. Tendo um fundo animista, a religião celta venerava múltiplas divindades associadas a atividades, fenómenos da natureza e coisas. Entre as divindades contavam-se Tailtiu e Macha, as deusas da natureza, e Epona, a deusa dos cavalos. Entre as divindades masculinas incluíam-se deuses como Goibiniu, o fabricante de cerveja, e Tan Hill, a divindade do fogo. O escritor romano Lucano faz menções a vários deuses celtas, como Taranis, Teutates e Eso, que, curiosamente, não parecem ter sido amplamente adorados ou relevantes.

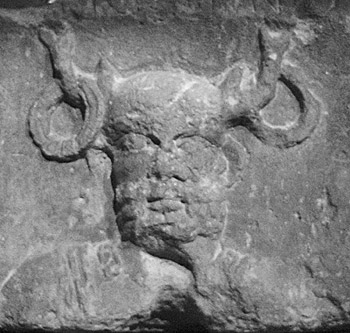
Cernuno (Museu da Idade Média, Paris)

Algumas divindades eram variantes de outras, reflectindo a estrutura tribal e clânica dos povos celtas. A esta complexidade veio juntar-se a plêiade de divindades romanas, criando novas formas e designações. É nesse contexto que a deusa galo-romana dos cavalos, Epona, parece ser uma variante da deusa Rhiannon, adorada em Gales, ou ainda Macha, que era adorada na região do Ulster.
As crenças religiosa dos celtas também originaram muitos dos mitos europeus. Entre os mais conhecidos está o mito de Cernuno, também chamado de Slough Feg ou Cornífero na forma latinizada, comprovadamente um dos mitos mais antigos da Europa ocidental, mas do qual pouco se conhece.
Com a assimilação no Império Romano, os deuses celtas perderam as suas características originais e passaram a ser identificados com as correspondentes divindades romanas. Posteriormente, com a ascensão do Cristianismo, a Velha Religião foi sendo gradualmente abandonada, sem nunca ter sido totalmente extinta, estando ainda hoje presente em muitos dos cultos de santos e nas crenças populares assimilados no cristianismo.
Com a crescente secularização da sociedade europeia, surgiram movimentos neopagãos pouco expressivos, que buscam a adaptação aos novos tempos das crenças do paganismo antigo, sendo alguns dos principais representantes a wicca e os neodruidas, que, embora contenham alguns elementos celtas, não são célticos, nem representam a cultura do povo celta.
A wicca tem sua origem na obra de ocultistas do século XX, como Gerald Brousseau Gardner e Aleister Crowley. Já o neodruidismo não tem uma fonte única, sendo uma tentativa de reconstruir o druidismo da Antiguidade, tendo a sua estruturação sido iniciada em sociedades secretas da Grã-Bretanha a partir do século XVIII.

## Mitologia
Consideram-se três as fontes principais sobre a mitologia celta, os autores greco-romanos, a arqueologia, e os documentos britânicos e irlandeses.
São riquíssimas as narrativas mitológicas celtas, principalmente as transmitidas oralmente em forma de poema, como "O Roubo de Gado em Cooley". Nesta, o herói irlandês Cú Chulainn enfrenta as forças da rainha Maeve para defender o seu condado. Outra narrativa, do Livro das Invasões (Lebor Gabala Erren), conta a lenda dos filhos de Míle Espáine e o seu trajecto até chegarem à Irlanda.
Outros legados dos celtas são as histórias do Ciclo do Rei Artur da Inglaterra e relatos míticos dos quais se originaram os contos de fadas, como, por exemplo, Chapeuzinho Vermelho (onde a menina representa o Sol devorado pela noite do Inverno, ou seja, o lobo).

## Figuras históricas
- Ambiorix
- Ambrósio
- Boadiceia
- Breno
- Breogam
- Carataco
- Cartimândua
- Cassivelauno
- Catelo
- Cunobelino
- Vercingetórix
- Viriato

## Cidades históricas
- Alésia
- Armagh
- Bourges
- Bragança
- Caerphilly
- Cardiff
- Carmarthen
- La Coruña
- Numância
- Porto
- Tara
- Tintagel